# Raposa prateada

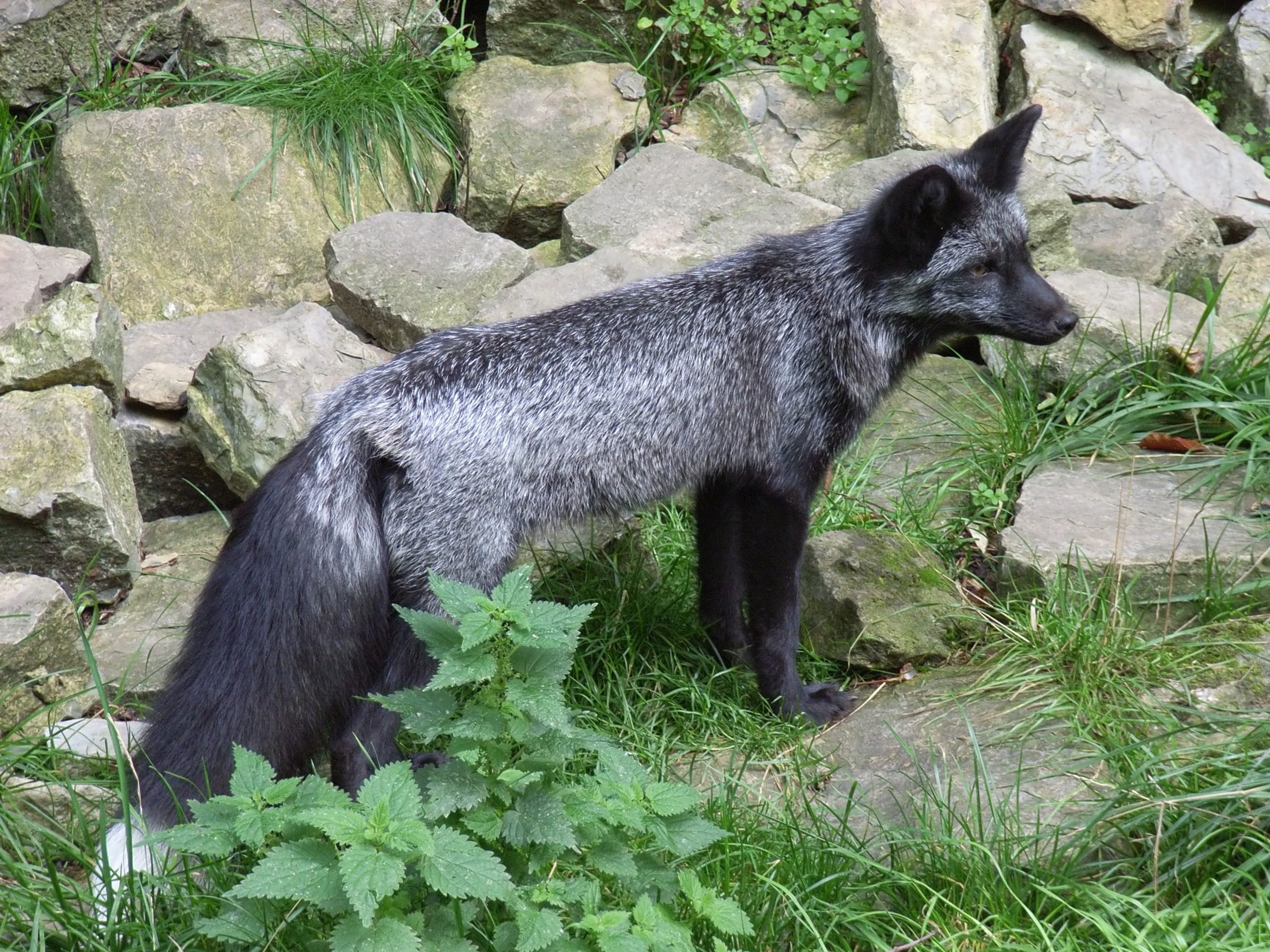
Uma raposa prateada

A raposa prateada é uma forma melanítica da raposa-vermelha (Vulpes vulpes). As raposas prateadas exibem uma grande variação de pele. Alguns são completamente pretos brilhantes, exceto por uma coloração branca na ponta da cauda, dando-lhes uma aparência um tanto prateada. Algumas raposas de prata são cinza-azulada, e alguns podem apresentar uma coloração cinereu nas laterais.
Historicamente, as raposas prateadas estavam entre os tipos de pele mais valorizadas e eram frequentemente usadas por nobres na Rússia, Europa Ocidental e China. Raposas prateadas selvagens naturalmente não reproduzem exclusivamente com membros da mesma cor e pode ter ninhadas junto com a variedade vermelha comum, embora as populações criadas em cativeiro para obtenção de pele e como animais de estimação são exclusivamente acasalados com os membros da mesma cor.

## Distribuição
As raposas-vermelhas, incluindo a forma prateada, são uma das espécies carnívoras mais amplamente distribuídas no mundo, abrangendo grande parte do hemisfério norte e da Austrália. Sua abundância em uma ampla variedade de habitats pode ser atribuída à introdução por humanos em novos habitats para a caça à raposa.
Na América do Norte, as raposas prateadas ocorrem, principalmente, na parte nordeste do continente. No século XIX, as raposas prateadas às vezes eram coletadas em Labrador, nas ilhas Magdalen, e eram raramente levadas das regiões montanhosas da Pensilvânia e das partes mais selvagens de Nova York. Eles foram encontrados ocasionalmente na Nova Escócia. De acordo com Sir John Richardson, era incomum para caçadores coletar mais de 4 ou 5 raposas prateadas em qualquer estação, em áreas onde as raposas prateadas estavam presentes, apesar da tendência dos caçadores de priorizá-las acima de todos os outros portadores de peles, uma vez que eram descobertos. As raposas prateadas constituem até 8% da população de raposas-vermelhas do Canadá. 
Na ex-União Soviética, as raposas prateadas ocorrem principalmente em zonas florestais e cinturões de tundra de floresta, particularmente no centro e leste da Sibéria e nas montanhas do Cáucaso. Elas são muito raras nas estepes e desertos.